# Cordyla africana
Cordyla africana är en ärtväxtart som beskrevs av João de Loureiro. Cordyla africana ingår i släktet Cordyla, och familjen ärtväxter. Inga underarter finns listade i Catalogue of Life.

## Bildgalleri

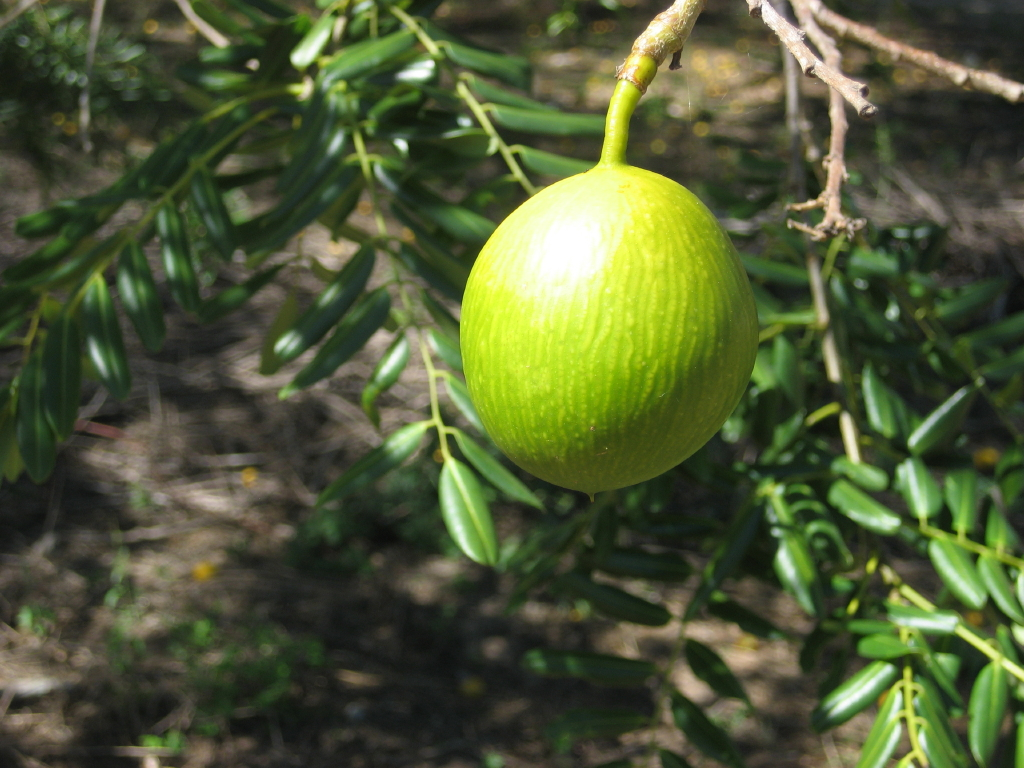
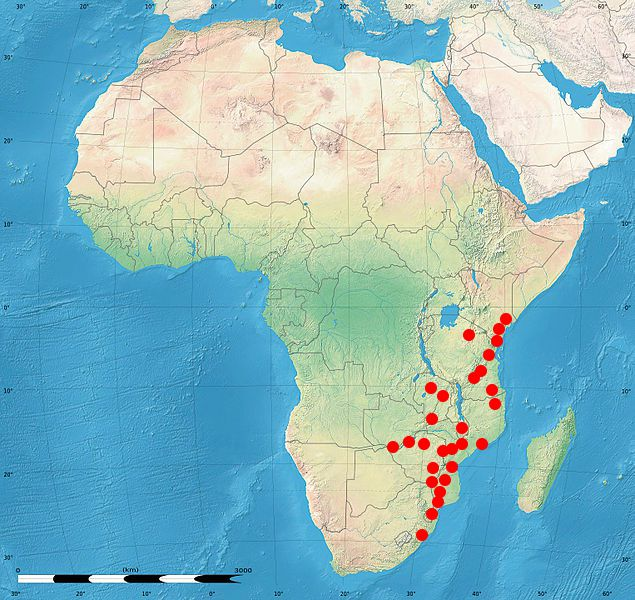
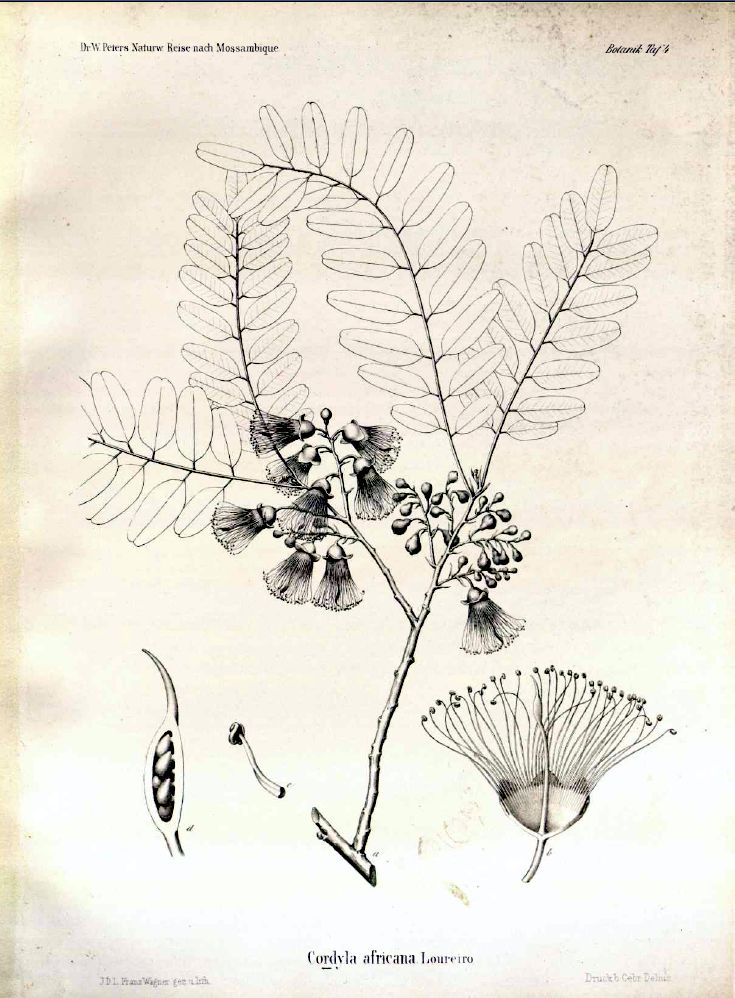